# 天津万科足球俱乐部
天津万科足球俱乐部，是一家已经不存在的中国足球俱乐部，曾经参加了1996年的乙级联赛和1997年的甲B联赛。

## 简介
前身为天津足球二队，在专业体制时期曾经多次征战全国足球甲级联赛，并培养出许多后来成为天津队乃至于国字号球队的主力球员，例如宋连勇、段举、霍建霆、山春季、沈奕、王俊等。1994年足球职业化伊始，与天津足球一队一同征战当年的甲B联赛，1995赛季末降入乙级。1996年，中国足协规定一家俱乐部不能组织一支以上的球队参加联赛，由于当时天津三星已经是甲A联赛参赛球队，所以俱乐部所属天津二队被转让给了天津房地产业的万科兴业集团，成立了天津万科足球俱乐部。主教练是天津队70年代末至80年代中期的主力前锋张贵来。
1996年的乙级联赛中，天津万科表现出色，夺得了冠军，升入了甲B联赛。但是1997年的甲B联赛结束后，天津万科再次降为乙级。由于天津立飞（即原天津三星）于同年从甲A联赛降入了甲B联赛，天津足球于是发生重大变革，天津万科的部分球员被吸纳到了使用新名称的天津泰达，而俱乐部则从此解散。

## 历任主教练
| 姓名   | 在任时间    |
| 孙霞丰 | 1981年      |
| 沈福儒 | 1982年      |
| 李恒益 | 1983年      |
| 孙霞丰 | 1984年      |
| 李恒益 | 1985年      |
| 沈福儒 | 1986-1987年 |
| 宋恩牧 | 1988-1990年 |
| 左树声 | 1991年      |
| 沈福儒 | 1992年      |
| 张贵来 | 1993-1997年 |

## 曾用名
- 1981年-1985年：天津二队
- 1986年-1988年：天津东亚
- 1989年-1990年：天津天荣
- 1991年：天津大桥焊条
- 1992年：天津博桑
- 1993年：天津科尔西纳
- 1994年：天津足球俱乐部二队
- 1995年：天津三星二队
- 1996年-1997年：天津万科

## 大事纪年
| 年份   | 事项                                      |
| ------ | ----------------------------------------- |
| 1996年 | 俱乐部成立，夺得乙级联赛冠军，升入甲B联赛 |
| 1997年 | 从甲B联赛降级，俱乐部与天津泰达队合并     |

## 俱乐部荣誉
| 荣誉                    | 次数 | 年度   |
| ----------------------- | ---- | ------ |
| 乙级联赛《第三級》 冠军 | 1    | 1996年 |

## 著名球员
- 刘云飞 （1997年）
- 赵昌宏 （1997年）
- 田玉来 （1992-1997年）
- 芦欣 （1993年；1995-1997年）
- 王军 （1994-1997年）
- 梁宇 （1992－1993年）
- 于根伟 （1992年）
- 孙建军 （1992年）
- 陈金刚 （1988－1989年）
- 沈奕 （1987年）
- 王俊 （1986-1988年）
- 宋连勇 （1983-1984年）
- 段举 （1983年）
- 霍建霆 （1983年）

注：
- 由于万科集团在1996年才入主，所以于根伟、孙建军和梁宇实际上没有为万科队比赛，他们只是在1992年代表万科队的前身天津博桑队（天津二队）参加当年的甲B联赛；芦欣在1993年入选天津足球二队，1994年上调至天津足球一队征战当年的甲B联赛，1995赛季结束回到二队直到97年球队降级后再度回到天津泰达。而更早的陈金刚、宋连勇、沈奕和段举等都是代表球队前身天津二队效力。
- 1997年球队降级解散后，队员刘云飞、田玉来、芦欣、王军、朱艺上调至降入甲B的天津立飞三星。这些球员大都成为了天津队之后数年间的主力队员：王军在中超时代成为球队主力后腰直到2007赛季结束后退役；刘云飞后来成为俱乐部和国家队双料主力门将；田玉来是2000-2002赛季的主力左后卫；芦欣大器晚成，在之后几个赛季成为天津队进攻核心并入选过国家队。另一位球队核心赵昌宏转投广州松日，后又效力于陕西国力，成为主力球员，并一度入选国家队。